# 열우물로
열우물로(이전 명칭 : 열우물길)는 인천광역시 부평구 십정동 벽돌막사거리에서 서구 가좌동 가재울사거리까지를 잇는 도로로 총 연장은 2.954 km이다.
열우물로는 부평구의 주요한 시설들이 인접한 도로이다. 동암역과 십정동(십정1동)의 주요시설이 열우물로 기준으로 인접해 있는편이다. 

## 유래
열우물로는 열우물고개를 통과하는 도로로, 십정동의 유래가 된 열우물을 인용하여 제명되었다. 

## 역사
- 2009년 7월 5일 이전 : 도로 이름을 열우물길로 고정
- 2009년 7월 6일 : 도로명으로 열우물로를 고시

## 주요 경유지
- 부평구
  - 십정동
- 서구
  - 가좌동

## 접촉하는 도로
- 석정로 (직결)
- 백범로
- 경원대로
- 여우재로
- 가좌로
- 원적로
- 장고개로

## 철도 연계역
- ● 인천 도시철도 2호선 : 가재울역
- 동암역

## 주요 건물 및 시설
- 더샵 부평센트럴시티 (열우물로 90/십정동 289-8)